# Bruno Le Maire
Bruno Le Maire (ur. 15 kwietnia 1969 w Neuilly-sur-Seine) – francuski polityk i samorządowiec, parlamentarzysta, w latach 2009–2012 minister rolnictwa, od 2017 do 2024 minister gospodarki i finansów.

## Życiorys

### Pochodzenie i wykształcenie
Syn Viviane Fradin de Belâbre, arystokratki z południowo-zachodniej Francji, dyrektor prestiżowej prywatnej szkoły Lycée Saint-Louis-de-Gonzague w 16. dzielnicy Paryża, oraz Maurice'a Le Maire, menedżera w koncernie Total.
Absolwent francuskich uczelni: École normale supérieure (gdzie obronił pracę nt. twórczości Marcela Prousta), Instytutu Nauk Politycznych w Paryżu i École nationale d'administration.

### Działalność zawodowa i polityczna
Pracę zawodową rozpoczął w administracji rządowej, początkowo w Ministerstwie Spraw Zagranicznych. Później był współpracownikiem Dominique'a de Villepina, gdy ten pełnił funkcję sekretarza generalnego prezydenta Jacques'a Chiraca, ministra i premiera. W 2005 Bruno Le Maire został dyrektorem gabinetu francuskiego premiera.
W wyborach parlamentarnych w 2007 uzyskał mandat deputowanego do Zgromadzenia Narodowego XIII kadencji z ramienia Unii na rzecz Ruchu Ludowego z departamentu Eure. Kandydował z okręgu, z którego dotąd przez kilka kadencji posłował Jean-Louis Debré.
W 2008 został radnym miejskim w Évreux. W grudniu tego samego roku powołano go w skład drugiego rządu François Fillona na stanowisko sekretarza stanu ds. stosunków europejskich w Ministerstwie Spraw Zagranicznych (zastąpił Jean-Pierre'a Jouyeta). 23 czerwca 2009 został ministrem gospodarki żywnościowej, rolnictwa i rybołówstwa, zastępując Michela Barniera. 14 listopada 2010 został ministrem rolnictwa, żywności, rybołówstwa, wsi i planowania regionalnego w kolejnym gabinecie tego samego premiera. Urząd ten sprawował do 15 maja 2012. W wyborach parlamentarnych w tym samym roku uzyskał poselską reelekcję. W 2014 Bruno Le Maire ubiegał się o przywództwo w UMP, przegrywając jednak z Nicolasem Sarkozym.
W 2016 wystartował w prawyborach prezydenckich prawicy i centrum przed wyborami prezydenckimi zaplanowanymi na 2017. W głosowaniu z 20 listopada 2016 uzyskał 2,4% głosów. W drugiej turze prawyborów poparł kandydaturę François Fillona.
17 maja 2017 objął urząd ministra gospodarki w nowo powołanym gabinecie Édouarda Philippe’a. W tym samym dniu został wykluczony z partii Republikanie.
Dołączył następnie do En Marche! prezydenta Emmanuela Macrona. Z ramienia tego ugrupowania w wyborach parlamentarnych w 2017 ponownie został wybrany do niższej izby francuskiego parlamentu. W czerwcu 2017 powołany na ministra gospodarki i finansów w drugim rządzie dotychczasowego premiera. W lipcu 2020 został ministrem gospodarki, finansów i odnowy gospodarczej w gabinecie Jeana Castex. W maju 2022 objął urząd ministra gospodarki, finansów, suwerenności przemysłowej i cyfrowej w rządzie Élisabeth Borne. Utrzymał tę funkcję także przy rekonstrukcji gabinetu z lipca 2022. Pozostał na tym stanowisku również w styczniu 2024, gdy powołano rząd Gabriela Attala. Zakończył urzędowanie we wrześniu 2024.

## Odznaczenia
- Komandor Orderu Zasługi Rolniczej (z urzędu, 2009)[16]
- Komandor Orderu Zasługi Morskiej (z urzędu, 2009)[17]
- Komandor 1. Stopnia Orderu Danebroga (Dania, 2018)[18]
- Komandor Orderu Narodowego Lwa (Senegal, 2019)[19]
- Komandor Orderu Zasługi Republiki Włoskiej (Włochy, 2021)[20]
- Komandor Orderu Zasługi Republiki Federalnej Niemiec (Niemcy, 2022)[21]